# Matt Miazga
Matthew Miazga (født 19. juni 1995) er en amerikansk professionel fodboldspiller, der spiller som midterforsvarer for den spanske La Liga-klub Alavés på lån fra Chelsea og for det amerikanske fodboldlandshold.